# Sergiusz I (patriarcha Konstantynopola)
Sergiusz I (zm. 638) – patriarcha Konstantynopola w latach 610–638.

## Życiorys
Pochodził z syryjskiej rodziny monofizytów. Będąc patriarchą Konstantynopola, zorganizował obronę miasta w czasie jego oblężenia przez Awarów i Persów w 626. W celu pojednania się z monofizytami, poszukiwał pojednawczej formuły, w tym celu nawiązał kontakt z Teodorem z Pharan oraz późniejszym patriarchą Aleksandrii, Cyrusem z Phais. Jego pierwsza formuła pojednawcza brzmiała jedna zasada działania w Chrystusie, a druga, wyraźniejsza, jedna wola w Chrystusie. Z tego powodu jest uważany za twórcę monoteletyzmu. Formuła ta spotkała się z gorącym poparciem cesarza Herakliusza, który chciał, ze względów politycznych, pogodzić się z monofizytami. Spotkała się jednak ze zdecydowanym sprzeciwem Sofroniusza, najpierw mnicha, a od 634 patriarchy Jerozolimy. Sergiusz postanowił więc zakomunikować swoje stanowisko w liście do papieża Honoriusza I, chwaląc się pozyskaniem wielu monofizytów dzięki takiemu nauczaniu. Papież, nie bardzo rozumiejąc, na czym polega trudność sporu, w odpowiedzi dla Sergiusza poparł jego stwierdzenie. Sergiusz, umocniony stanowiskiem papieża, opracował dla cesarza Herakliusza w 638 r. dekret Ektesis, który został zatwierdzony na synodzie konstantynopolitańskim w grudniu tego roku. Sergiusz zmarł w tym samym roku, jednak zanim ukazał się cesarski dekret. Przypisuje mu się autorstwo hymnu Akathistos.